# Waipatia
Waipatia es un género extinto de cetáceo platanistoideo que existió durante el Oligoceno en Nueva Zelanda. Se conoce por un cráneo de 60 cm de longitud encontrado en la región Otago .